# Australian Open de 2024 - Dia a dia
Estes foram os jogos realizados nas quadras mais importantes a partir do primeiro dia das chaves principais.
Células em lavanda indicam sessão noturna.

## Dia 1 (14 de janeiro)
- Cabeças de chave eliminados:
  - Simples feminino:  Liudmila Samsonova [13],  Magda Linette [20],  Wang Xinyu [30]

Ordem dos jogos:
| Rod Laver Arena             | Rod Laver Arena          | Rod Laver Arena         | Rod Laver Arena                |
| Evento                      | Vencedor(a)/(es/as)      | Derrotado(a)/(os/as)    | Resultado                      |
| --------------------------- | ------------------------ | ----------------------- | ------------------------------ |
| Simples masculino – 1ª fase | Jannik Sinner [4]        | Botic van de Zandschulp | 6–4, 7–5, 6–3                  |
| Simples feminino – 1ª fase  | Maria Sakkari [8]        | Nao Hibino              | 6–4, 6–1                       |
| Simples masculino – 1ª fase | Novak Djokovic [1]       | Dino Prižmić [Q]        | 6–2, 56–7, 6–3, 6–4            |
| Simples feminino – 1ª fase  | Aryna Sabalenka [2]      | Ella Seidel [Q]         | 6–0, 6–1                       |
| Margaret Court Arena        |                          |                         |                                |
| Evento                      | Vencedor(a)/(es/as)      | Derrotado(a)/(os/as)    | Resultado                      |
| Simples feminino – 1ª fase  | Barbora Krejčíková [9]   | Mai Hontama [WC]        | 2–6, 6–4, 6–3                  |
| Simples masculino – 1ª fase | Andrey Rublev [5]        | Thiago Seyboth Wild     | 7–5, 6–4, 3–6, 4–6, 7–6(10–6)  |
| Simples masculino – 1ª fase | Caroline Wozniacki [WC]  | Magda Linette [20]      | 6–2, 2–0, ab.                  |
| Simples feminino – 1ª fase  | Frances Tiafoe [17]      | Borna Ćorić             | 6–3, 7–67, 2–6, 6–3            |
| John Cain Arena             |                          |                         |                                |
| Evento                      | Vencedor(a)/(es/as)      | Derrotado(a)/(os/as)    | Resultado                      |
| Simples feminino – 1ª fase  | Leylah Fernandez [32]    | Sára Bejlek [Q]         | 7–65, 6–2                      |
| Simples masculino – 1ª fase | Francisco Cerúndolo [22] | Dane Sweeny [Q]         | 3–6, 6–3, 6–4, 2–6, 6–2        |
| Simples masculino – 1ª fase | Taylor Fritz [12]        | Facundo Díaz Acosta     | 4–6, 6–3, 3–6, 6–2, 6–4        |
| Kia Arena                   |                          |                         |                                |
| Evento                      | Vencedor(a)/(es/as)      | Derrotado(a)/(os/as)    | Resultado                      |
| Simples masculino – 1ª fase | Matteo Arnaldi           | Adam Walton [WC]        | 7–65, 6–2, 6–4                 |
| Simples feminino – 1ª fase  | Maria Timofeeva [Q]      | Alizé Cornet [WC]       | 6–2, 6–4                       |
| Simples feminino – 1ª fase  | Amanda Anisimova [PR]    | Liudmila Samsonova [13] | 6–3, 6–4                       |
| Simples masculino – 1ª fase | Daniel Elahi Galán       | Jason Kubler [WC]       | 2–6, 6–3, 7–63, 4–6, 7–6(10–8) |
| 1573 Arena                  |                          |                         |                                |
| Evento                      | Vencedor(a)/(es/as)      | Derrotado(a)/(os/as)    | Resultado                      |
| Simples feminino – 1ª fase  | Lesia Tsurenko [28]      | Lucia Bronzetti         | 3–6, 7–5, 6–3                  |
| Simples masculino – 1ª fase | Fábián Marozsán          | Marin Čilić [PR]        | 6–1, 2–6, 6–2, 7–5             |
| Simples masculino – 1ª fase | Sebastián Báez [26]      | J. J. Wolf              | 3–6, 6–2, 6–3, 3–0, ab.        |

## Dia 2 (15 de janeiro)
- Cabeças de chave eliminados:
  - Simples masculino:  Nicolás Jarry [18]
  - Simples feminino:  Markéta Vondroušová [7],  Veronika Kudermetova [15],  Ekaterina Alexandrova [17],  Donna Vekić [21],  Anastasia Potapova [23],  Anhelina Kalinina [24],  Marie Bouzková [31]

Ordem dos jogos:
| Rod Laver Arena             | Rod Laver Arena              | Rod Laver Arena           | Rod Laver Arena          |
| Evento                      | Vencedor(a)/(es/as)          | Derrotado(a)/(os/as)      | Resultado                |
| --------------------------- | ---------------------------- | ------------------------- | ------------------------ |
| Simples feminino – 1ª fase  | Coco Gauff [4]               | Anna Karolína Schmiedlová | 6–3, 6–0                 |
| Simples masculino – 1ª fase | Stefanos Tsitsipas [7]       | Zizou Bergs [LL]          | 5–7, 6–1, 6–1, 6–3       |
| Simples masculino – 1ª fase | Alex de Minaur [10]          | Milos Raonic [PR]         | 66–7, 6–3, 2–0, ab.      |
| Simples feminino – 1ª fase  | Caroline Garcia [16]         | Naomi Osaka [PR]          | 6–4, 7–62                |
| Margaret Court Arena        |                              |                           |                          |
| Evento                      | Vencedor(a)/(es/as)          | Derrotado(a)/(os/as)      | Resultado                |
| Simples masculino – 1ª fase | Daniil Medvedev [3]          | Térence Atmane [Q]        | 5–7, 6–2, 6–4, 1–0, ab.  |
| Simples feminino – 1ª fase  | Anastasia Pavlyuchenkova     | Donna Vekić [21]          | 6–4, 6–4                 |
| Simples feminino – 1ª fase  | Ons Jabeur [6]               | Yulia Starodubtseva [Q]   | 6–3, 6–1                 |
| Simples masculino – 1ª fase | Félix Auger-Aliassime [27]   | Dominic Thiem             | 6–3, 7–5, 56–7, 5–7, 6–3 |
| John Cain Arena             |                              |                           |                          |
| Evento                      | Vencedor(a)/(es/as)          | Derrotado(a)/(os/as)      | Resultado                |
| Simples feminino – 1ª fase  | Dayana Yastremska [Q]        | Markéta Vondroušová [7]   | 6–1, 6–2                 |
| Simples masculino – 1ª fase | Alexei Popyrin               | Marc Polmans [WC]         | 6–3, 7–65, 6–2           |
| Simples feminino – 1ª fase  | Magdalena Fręch              | Daria Saville [WC]        | 56–7, 6–3, 7–5           |
| Simples masculino – 1ª fase | Hubert Hurkacz [9]           | Omar Jasika [Q]           | 7–64, 6–4, 6–2           |
| Kia Arena                   |                              |                           |                          |
| Evento                      | Vencedor(a)/(es/as)          | Derrotado(a)/(os/as)      | Resultado                |
| Simples feminino – 1ª fase  | Storm Hunter [Q]             | Sara Errani               | 6–4, 6–3                 |
| Simples masculino – 1ª fase | Adrian Mannarino [20]        | Stan Wawrinka             | 6–4, 3–6, 5–7, 6–3, 6–0  |
| Simples masculino – 1ª fase | Tomás Martín Etcheverry [30] | Andy Murray               | 6–4, 6–2, 6–2            |
| Simples feminino – 1ª fase  | Beatriz Haddad Maia [10]     | Linda Fruhvirtová         | 6–2, 3–6, 6–2            |
| 1573 Arena                  |                              |                           |                          |
| Evento                      | Vencedor(a)/(es/as)          | Derrotado(a)/(os/as)      | Resultado                |
| Simples feminino – 1ª fase  | Elina Svitolina [19]         | Taylah Preston [WC]       | 6–2, 6–2                 |
| Simples masculino – 1ª fase | Ben Shelton [16]             | Roberto Bautista Agut     | 6–2, 7–62, 7–5           |
| Simples masculino – 1ª fase | Karen Khachanov [15]         | Daniel Altmaier           | 5–7, 6–3, 7–65, 7–63     |
| Simples feminino – 1ª fase  | Arantxa Rus                  | Anhelina Kalinina [24]    | 6–0, 6–1                 |

## Dia 3 (16 de janeiro)
- Cabeças de chave eliminados:
  - Simples masculino:  Alexander Bublik [31]
  - Simples feminino:  Sorana Cîrstea [22],  Zhu Lin [29]
  - Duplas masculinas:  Sander Gillé /  Joran Vliegen [15]
  - Duplas femininas:  Miyu Kato /  Aldila Sutjiadi [13],  Bethanie Mattek-Sands /  Wang Xinyu [14]

Ordem dos jogos:
| Rod Laver Arena             | Rod Laver Arena        | Rod Laver Arena       | Rod Laver Arena                 |
| Evento                      | Vencedor(a)/(es/as)    | Derrotado(a)/(os/as)  | Resultado                       |
| --------------------------- | ---------------------- | --------------------- | ------------------------------- |
| Simples feminino – 1ª fase  | Iga Świątek [1]        | Sofia Kenin           | 7–6(7–2), 6–2                   |
| Simples masculino – 1ª fase | Holger Rune [8]        | Yoshihito Nishioka    | 6–2, 4–6, 7–63, 6–4             |
| Simples feminino – 1ª fase  | Elena Rybakina [3]     | Karolína Plíšková     | 7–66, 6–4                       |
| Simples masculino – 1ª fase | Carlos Alcaraz [2]     | Richard Gasquet       | 7–65, 6–1, 6–2                  |
| Margaret Court Arena        |                        |                       |                                 |
| Evento                      | Vencedor(a)/(es/as)    | Derrotado(a)/(os/as)  | Resultado                       |
| Simples masculino – 1ª fase | Casper Ruud [11]       | Albert Ramos Viñolas  | 6–1, 6–3, 6–1                   |
| Simples feminino – 1ª fase  | Victoria Azarenka [18] | Camila Giorgi         | 6–1, 4–6, 6–3                   |
| Simples masculino – 1ª fase | Alexander Zverev [6]   | Dominik Koepfer       | 4–6, 6–3, 7–63, 6–3             |
| Simples feminino – 1ª fase  | Jessica Pegula [5]     | Rebecca Marino [Q]    | 6–2, 6–4                        |
| John Cain Arena             |                        |                       |                                 |
| Evento                      | Vencedor(a)/(es/as)    | Derrotado(a)/(os/as)  | Resultado                       |
| Simples feminino – 1ª fase  | Sloane Stephens        | Olivia Gadecki [WC]   | 6–3, 6–1                        |
| Simples masculino – 1ª fase | Grigor Dimitrov [13]   | Márton Fucsovics      | 4–6, 6–3, 7–61, 6–2             |
| Simples masculino – 1ª fase | Thanasi Kokkinakis     | Sebastian Ofner       | 7–61, 2–6, 46–7, 6–1, 7–6(10–8) |
| Simples feminino – 1ª fase  | Ajla Tomljanović [PR]  | Petra Martić          | 7–63, 4–6, 6–4                  |
| Kia Arena                   |                        |                       |                                 |
| Evento                      | Vencedor(a)/(es/as)    | Derrotado(a)/(os/as)  | Resultado                       |
| Simples feminino – 1ª fase  | Daria Kasatkina [14]   | Peyton Stearns        | 6–2, 3–6, 6–3                   |
| Simples masculino – 1ª fase | Max Purcell            | Máté Valkusz [Q]      | 3–6, 7–62, 6–4, 7–5             |
| Simples masculino – 1ª fase | Tommy Paul [14]        | Grégoire Barrère      | 6–2, 6–3, 6–3                   |
| Simples feminino – 1ª fase  | Zheng Qinwen [12]      | Ashlyn Krueger        | 3–6, 6–2, 6–3                   |
| 1573 Arena                  |                        |                       |                                 |
| Evento                      | Vencedor(a)/(es/as)    | Derrotado(a)/(os/as)  | Resultado                       |
| Simples masculino – 1ª fase | Cameron Norrie [19]    | Juan Pablo Varillas   | 6–4, 6–4, 6–2                   |
| Simples feminino – 1ª fase  | Danielle Collins       | Angelique Kerber [PR] | 6–2, 3–6, 6–1                   |
| Simples masculino – 1ª fase | Shang Juncheng [WC]    | Mackenzie McDonald    | 6–3, 1–6, 3–6, 6–4, 6–2         |
| Simples feminino – 1ª fase  | Emma Raducanu [PR]     | Shelby Rogers [PR]    | 6–3, 6–2                        |

## Dia 4 (17 de janeiro)
A chuva interrompeu o jogo em todas as quadras ao ar livre por três horas às 14h. O jogo não foi interrompido nas Arenas Rod Laver, Margaret Court e John Cain, já que todas as três quadras têm teto retrátil.
- Cabeças de chave eliminados:
  - Simples masculino:  Frances Tiafoe [17],  Francisco Cerúndolo [22],  Lorenzo Musetti [25]
  - Simples feminino:  Ons Jabeur [6],  Maria Sakkari [8],  Caroline Garcia [16],  Elise Mertens [25],  Leylah Fernandez [32]
  - Duplas femininas:  Ingrid Martins /  Monica Niculescu [15]

Ordem dos jogos:
| Rod Laver Arena             | Rod Laver Arena                          | Rod Laver Arena                  | Rod Laver Arena      |
| Evento                      | Vencedor(a)/(es/as)                      | Derrotado(a)/(os/as)             | Resultado            |
| --------------------------- | ---------------------------------------- | -------------------------------- | -------------------- |
| Simples feminino – 2ª fase  | Mirra Andreeva                           | Ons Jabeur [6]                   | 6–0, 6–2             |
| Simples masculino – 2ª fase | Alex de Minaur [10]                      | Matteo Arnaldi                   | 6–3, 6–0, 6–3        |
| Simples feminino – 2ª fase  | Beatriz Haddad Maia [10]                 | Alina Korneeva [Q]               | 6–1, 6–2             |
| Simples feminino – 2ª fase  | Aryna Sabalenka [2]                      | Brenda Fruhvirtová [Q]           | 6–3, 6–2             |
| Simples masculino – 2ª fase | Novak Djokovic [1]                       | Alexei Popyrin                   | 6–3, 4–6, 7–64, 6–3  |
| Margaret Court Arena        |                                          |                                  |                      |
| Evento                      | Vencedor(a)/(es/as)                      | Derrotado(a)/(os/as)             | Resultado            |
| Simples masculino – 2ª fase | Jannik Sinner [4]                        | Jesper de Jong [Q]               | 6–2, 6–2, 6–2        |
| Simples feminino – 2ª fase  | Coco Gauff [4]                           | Caroline Dolehide                | 7–62, 6–2            |
| Simples masculino – 2ª fase | Stefanos Tsitsipas [7]                   | Jordan Thompson                  | 4–6, 7–66, 6–2, 7–64 |
| Simples feminino – 2ª fase  | Elina Avanesyan                          | Maria Sakkari [8]                | 6–4, 6–4             |
| John Cain Arena             |                                          |                                  |                      |
| Evento                      | Vencedor(a)/(es/as)                      | Derrotado(a)/(os/as)             | Resultado            |
| Simples feminino – 2ª fase  | Maria Timofeeva [Q]                      | Caroline Wozniacki [WC]          | 1–6, 6–4, 6–1        |
| Simples feminino – 2ª fase  | Storm Hunter [Q]                         | Laura Siegemund                  | 6–4, 3–6, 6–3        |
| Simples masculino – 2ª fase | Ben Shelton [16]                         | Christopher O'Connell            | 6–4, 6–1, 3–6, 7–65  |
| Simples masculino – 2ª fase | Andrey Rublev [5]                        | Christopher Eubanks              | 6–4, 6–4, 6–4        |
| Kia Arena                   |                                          |                                  |                      |
| Evento                      | Vencedor(a)/(es/as)                      | Derrotado(a)/(os/as)             | Resultado            |
| Simples feminino – 2ª fase  | Alycia Parks                             | Leylah Fernandez [32]            | 7–5, 6–4             |
| Simples masculino – 2ª fase | Taylor Fritz [12]                        | Hugo Gaston [LL]                 | 6–0, 6–3, 6–1        |
| Simples masculino – 2ª fase | Tomáš Macháč                             | Frances Tiafoe [17]              | 6–4, 6–4, 7–65       |
| Simples feminino – 2ª fase  | Marta Kostyuk                            | Elise Mertens [25]               | 5–7, 6–1, 7–6(10–6)  |
| 1573 Arena                  |                                          |                                  |                      |
| Evento                      | Vencedor(a)/(es/as)                      | Derrotado(a)/(os/as)             | Resultado            |
| Simples masculino – 2ª fase | Sebastián Báez [26]                      | Daniel Elahi Galán               | 7–5, 2–6, 6–2, 6–4   |
| Simples feminino – 2ª fase  | Magdalena Fręch                          | Caroline Garcia [16]             | 6–4, 7–62            |
| Duplas femininas – 1ª fase  | Daria Saville [WC] Ajla Tomljanović [WC] | Oksana Kalashnikova Maia Lumsden | 6–4, 6–3             |

## Dia 5 (18 de janeiro)
No terceiro jogo da Rod Laver Arena, ocorreu o mais longo tiebreak da história – até então – dos eventos Grand Slam. Pela 2ª fase de simples feminino, a russa Anna Blinkova derrotou a cazaque Elena Rybakina por 2 sets a 1, em que o último set passou de 6–6 e, na disputa ponto a ponto decisiva, terminou em 22 a 20. A parcial de 42 pontos demorou 36 minutos para ser concluída.
- Cabeças de chave eliminados:
  - Simples masculino:  Holger Rune [8],  Alejandro Davidovich Fokina [23],  Jan-Lennard Struff [24],  Jiří Lehečka [32]
  - Simples feminino:  Elena Rybakina [3],  Jessica Pegula [5],  Daria Kasatkina [14]
  - Duplas femininas:  Nicole Melichar-Martinez /  Ellen Perez [7],  Marie Bouzková /  Sara Sorribes Tormo [12]

Ordem dos jogos:
| Rod Laver Arena             | Rod Laver Arena        | Rod Laver Arena        | Rod Laver Arena                |
| Evento                      | Vencedor(a)/(es/as)    | Derrotado(a)/(os/as)   | Resultado                      |
| --------------------------- | ---------------------- | ---------------------- | ------------------------------ |
| Simples feminino – 2ª fase  | Iga Świątek [1]        | Danielle Collins       | 6–4, 3–6, 6–4                  |
| Simples masculino – 2ª fase | Carlos Alcaraz [2]     | Lorenzo Sonego         | 6–4, 36–7, 6–3, 7–63           |
| Simples feminino – 2ª fase  | Anna Blinkova          | Elena Rybakina [3]     | 6–4, 4–6, 7–6(22–20)           |
| Simples masculino – 2ª fase | Daniil Medvedev [3]    | Emil Ruusuvuori        | 3–6, 16–7, 6–4, 7–61, 6–0      |
| Margaret Court Arena        |                        |                        |                                |
| Evento                      | Vencedor(a)/(es/as)    | Derrotado(a)/(os/as)   | Resultado                      |
| Simples masculino – 2ª fase | Casper Ruud [11]       | Max Purcell            | 6–3, 56–7, 6–3, 3–6, 7–6(10–7) |
| Simples feminino – 2ª fase  | Clara Burel            | Jessica Pegula [5]     | 6–4, 6–2                       |
| Simples masculino – 2ª fase | Arthur Cazaux [WC]     | Holger Rune [8]        | 7–64, 6–4, 4–6, 6–3            |
| Simples feminino – 2ª fase  | Victoria Azarenka [18] | Clara Tauson           | 6–4, 3–6, 6–2                  |
| John Cain Arena             |                        |                        |                                |
| Evento                      | Vencedor(a)/(es/as)    | Derrotado(a)/(os/as)   | Resultado                      |
| Simples masculino – 2ª fase | Alexander Zverev [6]   | Lukáš Klein [Q]        | 7–5, 3–6, 4–6, 7–65, 7–6(10–7) |
| Simples feminino – 2ª fase  | Sloane Stephens        | Daria Kasatkina [14]   | 4–6, 6–3, 6–3                  |
| Simples masculino – 2ª fase | Grigor Dimitrov [13]   | Thanasi Kokkinakis     | 6–3, 6–2, 4–6, 6–4             |
| Simples feminino – 2ª fase  | Jeļena Ostapenko [11]  | Ajla Tomljanović [PR]  | 6–0, 3–6, 6–4                  |
| Kia Arena                   |                        |                        |                                |
| Evento                      | Vencedor(a)/(es/as)    | Derrotado(a)/(os/as)   | Resultado                      |
| Simples feminino – 2ª fase  | Linda Nosková          | McCartney Kessler [WC] | 6–3, 1–6, 6–4                  |
| Simples masculino – 2ª fase | Tommy Paul [14]        | Jack Draper            | 6–2, 3–6, 6–3, 7–5             |
| Simples feminino – 2ª fase  | Emma Navarro [27]      | Elisabetta Cocciaretto | 4–6, 6–3, 6–3                  |
| Simples masculino – 2ª fase | Hubert Hurkacz [9]     | Jakub Menšík [Q]       | 96–7, 6–1, 5–7, 6–1, 6–3       |
| 1573 Arena                  |                        |                        |                                |
| Evento                      | Vencedor(a)/(es/as)    | Derrotado(a)/(os/as)   | Resultado                      |
| Simples masculino – 2ª fase | Cameron Norrie [19]    | Giulio Zeppieri [Q]    | 3–6, 46–7, 6–2, 6–4, 6–4       |
| Simples feminino – 2ª fase  | Zheng Qinwen [12]      | Katie Boulter          | 6–3, 6–3                       |
| Simples feminino – 2ª fase  | Wang Yafan             | Emma Raducanu [PR]     | 6–4, 4–6, 6–4                  |

## Dia 6 (19 de janeiro)
- Cabeças de chave eliminados:
  - Simples masculino:  Ben Shelton [16],  Sebastián Báez [26],  Sebastian Korda [29],  Tomás Martín Etcheverry [30]
  - Simples feminino:  Beatriz Haddad Maia [10],  Lesia Tsurenko [28]
  - Duplas masculinas:  Ivan Dodig /  Austin Krajicek [1],  Jamie Murray /  Michael Venus [9],  Nicolas Mahut /  Édouard Roger-Vasselin [13]
  - Duplas femininas:  Chan Hao-ching /  Giuliana Olmos [10]

Ordem dos jogos:
| Rod Laver Arena             | Rod Laver Arena                              | Rod Laver Arena                           | Rod Laver Arena           |
| Evento                      | Vencedor(a)/(es/as)                          | Derrotado(a)/(os/as)                      | Resultado                 |
| --------------------------- | -------------------------------------------- | ----------------------------------------- | ------------------------- |
| Simples feminino – 3ª fase  | Aryna Sabalenka [2]                          | Lesia Tsurenko [28]                       | 6–0, 6–0                  |
| Simples masculino – 3ª fase | Stefanos Tsitsipas [7]                       | Luca Van Assche                           | 6–3, 6–0, 6–4             |
| Duplas mistas – 1ª fase     | Laura Siegemund [5] Sander Gillé [5]         | Arina Rodionova [WC] Max Purcell [WC]     | 6–2, 6–4                  |
| Simples masculino – 3ª fase | Novak Djokovic [1]                           | Tomás Martín Etcheverry [30]              | 6–3, 6–3, 7–62            |
| Simples feminino – 3ª fase  | Barbora Krejčíková [9]                       | Storm Hunter [Q]                          | 4–6, 7–5, 6–3             |
| Margaret Court Arena        |                                              |                                           |                           |
| Evento                      | Vencedor(a)/(es/as)                          | Derrotado(a)/(os/as)                      | Resultado                 |
| Simples masculino – 3ª fase | Jannik Sinner [4]                            | Sebastián Báez [26]                       | 6–0, 6–1, 6–3             |
| Simples feminino – 3ª fase  | Coco Gauff [4]                               | Alycia Parks                              | 6–0, 6–2                  |
| Duplas mistas – 1ª fase     | Gabriela Dabrowski [6] Nathaniel Lammons [6] | Priscilla Hon [WC] Adam Walton [WC]       | 6–3, 6–2                  |
| Simples feminino – 3ª fase  | Maria Timofeeva [Q]                          | Beatriz Haddad Maia [10]                  | 7–67, 6–3                 |
| Simples masculino – 3ª fase | Andrey Rublev [5]                            | Sebastian Korda [29]                      | 6–2, 7–66, 6–4            |
| John Cain Arena             |                                              |                                           |                           |
| Evento                      | Vencedor(a)/(es/as)                          | Derrotado(a)/(os/as)                      | Resultado                 |
| Simples feminino – 3ª fase  | Amanda Anisimova [PR]                        | Paula Badosa                              | 7–5, 6–4                  |
| Simples masculino – 3ª fase | Taylor Fritz [12]                            | Fábián Marozsán                           | 3–6, 6–4, 6–2, 6–2        |
| Simples masculino – 3ª fase | Alex de Minaur [10]                          | Flavio Cobolli [Q]                        | 6–3, 6–3, 6–1             |
| Kia Arena                   |                                              |                                           |                           |
| Evento                      | Vencedor(a)/(es/as)                          | Derrotado(a)/(os/as)                      | Resultado                 |
| Simples masculino – 3ª fase | Karen Khachanov [15]                         | Tomáš Macháč                              | 6–4, 7–64, 4–6, 7–65      |
| Simples feminino – 3ª fase  | Magdalena Fręch                              | Anastasia Zakharova [Q]                   | 4–6, 7–5, 6–4             |
| Simples masculino – 3ª fase | Adrian Mannarino [20]                        | Ben Shelton [16]                          | 7–64, 1–6, 26–7, 6–3, 6–4 |
| 1573 Arena                  |                                              |                                           |                           |
| Evento                      | Vencedor(a)/(es/as)                          | Derrotado(a)/(os/as)                      | Resultado                 |
| Duplas masculinas – 1ª fase | Max Purcell Jordan Thompson                  | Alexander Erler Lucas Miedler             | 6–2, 7–68                 |
| Duplas masculinas – 2ª fase | Rajeev Ram [3] Joe Salisbury [3]             | Daniel Altmaier Miguel Ángel Reyes-Varela | 6–2, 6–4                  |
| Simples feminino – 3ª fase  | Marta Kostyuk                                | Elina Avanesyan                           | 2–6, 6–4, 6–4             |
| Duplas femininas – 2ª fase  | Hsieh Su-wei [2] Elise Mertens [2]           | Daria Saville [WC] Ajla Tomljanović [WC]  | 6–1, 6–1                  |
| Duplas mistas – 1ª fase     | Heather Watson [Alt] Joe Salisbury [Alt]     | Luisa Stefani [WC] Rafael Matos [WC]      | 6–3, 6–4                  |

## Dia 7 (20 de janeiro)
- Cabeças de chave eliminados:
  - Simples masculino:  Casper Ruud [11],  Grigor Dimitrov [13],  Tommy Paul [14],  Ugo Humbert [21],  Félix Auger-Aliassime [27],  Tallon Griekspoor [28]
  - Simples feminino:  Iga Świątek [1],  Jeļena Ostapenko [11],  Emma Navarro [27]
  - Duplas masculinas:  Rinky Hijikata /  Jason Kubler [16]
  - Duplas femininas:  Eri Hozumi /  Makoto Ninomiya [16]
  - Duplas mistas:  Chan Hao-ching /  Santiago González [4]

Ordem dos jogos:
| Rod Laver Arena             | Rod Laver Arena                             | Rod Laver Arena                          | Rod Laver Arena          |
| Evento                      | Vencedor(a)/(es/as)                         | Derrotado(a)/(os/as)                     | Resultado                |
| --------------------------- | ------------------------------------------- | ---------------------------------------- | ------------------------ |
| Simples feminino – 3ª fase  | Zheng Qinwen [12]                           | Wang Yafan                               | 6–4, 2–6, 7–6(10–8)      |
| Simples masculino – 3ª fase | Carlos Alcaraz [2]                          | Shang Juncheng [WC]                      | 6–1, 6–1, 1–0, ab.       |
| Simples feminino – 3ª fase  | Linda Nosková                               | Iga Świątek [1]                          | 3–6, 6–3, 6–4            |
| Simples masculino – 3ª fase | Alexander Zverev [6]                        | Alex Michelsen                           | 6–2, 7–64, 6–2           |
| Margaret Court Arena        |                                             |                                          |                          |
| Evento                      | Vencedor(a)/(es/as)                         | Derrotado(a)/(os/as)                     | Resultado                |
| Simples masculino – 3ª fase | Miomir Kecmanović                           | Tommy Paul [14]                          | 6–4, 3–6, 2–6, 7–67, 6–0 |
| Simples feminino – 3ª fase  | Victoria Azarenka [18]                      | Jeļena Ostapenko [11]                    | 6–1, 7–5                 |
| Simples masculino – 3ª fase | Daniil Medvedev [3]                         | Félix Auger-Aliassime [27]               | 6–3, 6–4, 6–3            |
| Simples feminino – 3ª fase  | Elina Svitolina [19]                        | Viktorija Golubic                        | 6–2, 6–3                 |
| John Cain Arena             |                                             |                                          |                          |
| Evento                      | Vencedor(a)/(es/as)                         | Derrotado(a)/(os/as)                     | Resultado                |
| Simples feminino – 3ª fase  | Dayana Yastremska [Q]                       | Emma Navarro [27]                        | 6–2, 2–6, 6–1            |
| Simples masculino – 3ª fase | Hubert Hurkacz [9]                          | Ugo Humbert [21]                         | 3–6, 6–1, 7–64, 6–3      |
| Simples masculino – 3ª fase | Cameron Norrie [19]                         | Casper Ruud [11]                         | 6–4, 6–7(7–9), 6–4, 6–3  |
| Kia Arena                   |                                             |                                          |                          |
| Evento                      | Vencedor(a)/(es/as)                         | Derrotado(a)/(os/as)                     | Resultado                |
| Simples feminino – 3ª fase  | Anna Kalinskaya                             | Sloane Stephens                          | 86–7, 6–1, 6–4           |
| Simples feminino – 3ª fase  | Jasmine Paolini [26]                        | Anna Blinkova                            | 7–61, 6–4                |
| Duplas mistas – 1ª fase     | Olivia Gadecki [WC] Marc Polmans [WC]       | Chan Hao-ching [4] Santiago González [4] | 6–4, 56–7, [12–10]       |
| Simples masculino – 3ª fase | Nuno Borges                                 | Grigor Dimitrov [13]                     | 36–7, 6–4, 6–2, 7–66     |
| 1573 Arena                  |                                             |                                          |                          |
| Evento                      | Vencedor(a)/(es/as)                         | Derrotado(a)/(os/as)                     | Resultado                |
| Duplas masculinas – 2ª fase | Lloyd Glasspool [11] Jean-Julien Rojer [11] | André Göransson Albano Olivetti          | 7–63, 4–6, 6–2           |
| Duplas masculinas – 2ª fase | Hugo Nys [7] Jan Zieliński [7]              | Max Purcell Jordan Thompson              | 6–3, 56–7, 6–1           |
| Duplas masculinas – 2ª fase | Marcel Granollers [4] Horacio Zeballos [4]  | Andreas Mies John-Patrick Smith          | 6–4, 6–4                 |
| Duplas femininas – 2ª fase  | Storm Hunter [3] Kateřina Siniaková [3]     | Destanee Aiava [WC] Maddison Inglis [WC] | 2–6, 7–5, 6–1            |

## Dia 8 (21 de janeiro)
- Cabeças de chave eliminados:
  - Simples masculino:  Stefanos Tsitsipas [7],  Alex de Minaur [10],  Karen Khachanov [15],  Adrian Mannarino [20]
  - Duplas masculinas:  Rajeev Ram /  Joe Salisbury [3],  Marcelo Arévalo /  Mate Pavić [10],  Nathaniel Lammons /  Jackson Withrow [12]

Ordem dos jogos:
| Rod Laver Arena                       | Rod Laver Arena                                 | Rod Laver Arena                                   | Rod Laver Arena           |
| Evento                                | Vencedor(a)/(es/as)                             | Derrotado(a)/(os/as)                              | Resultado                 |
| ------------------------------------- | ----------------------------------------------- | ------------------------------------------------- | ------------------------- |
| Simples feminino – 4ª fase            | Coco Gauff [4]                                  | Magdalena Fręch                                   | 6–1, 6–2                  |
| Simples masculino – 4ª fase           | Novak Djokovic [1]                              | Adrian Mannarino [20]                             | 6–0, 6–0, 6–3             |
| Duplas mistas – 1ª fase               | Ena Shibahara Joran Vliegen                     | Bethanie Mattek-Sands [Alt] Marcelo Arévalo [Alt] | 6–3, 7–60                 |
| Simples masculino – 4ª fase           | Andrey Rublev [5]                               | Alex de Minaur [10]                               | 6–4, 56–7, 46–7, 6–3, 6–0 |
| Margaret Court Arena                  |                                                 |                                                   |                           |
| Evento                                | Vencedor(a)/(es/as)                             | Derrotado(a)/(os/as)                              | Resultado                 |
| Duplas femininas lendárias – 1ª fase  | Daniela Hantuchová Li Na                        | Casey Dellacqua Alicia Molik                      | 7–5, 6–1                  |
| Simples feminino – 4ª fase            | Aryna Sabalenka [2]                             | Amanda Anisimova [PR]                             | 6–3, 6–2                  |
| Simples masculino – 4ª fase           | Jannik Sinner [4]                               | Karen Khachanov [15]                              | 6–4, 7–5, 6–3             |
| Duplas femininas – 3ª fase            | Gabriela Dabrowski [4] Erin Routliffe [4]       | Guo Hanyu Jiang Xinyu                             | 4–6, 6–1, 6–3             |
| John Cain Arena                       |                                                 |                                                   |                           |
| Evento                                | Vencedor(a)/(es/as)                             | Derrotado(a)/(os/as)                              | Resultado                 |
| Duplas masculinas – 3ª fase           | Máximo González [6] Andrés Molteni [6]          | Nathaniel Lammons [12] Jackson Withrow [12]       | 7–65, 3–6, 7–6(10–5)      |
| Simples masculino – 4ª fase           | Taylor Fritz [12]                               | Stefanos Tsitsipas [7]                            | 7–63, 5–7, 6–3, 6–3       |
| Simples feminino – 4ª fase            | Barbora Krejčiková [9]                          | Mirra Andreeva                                    | 4–6, 6–3, 6–2             |
| Duplas femininas – 3ª fase            | Caroline Garcia Kristina Mladenovic             | Tamara Korpatsch [Alt] Elixane Lechemia [Alt]     | 3–6, 7–5, 6–0             |
| Kia Arena                             |                                                 |                                                   |                           |
| Evento                                | Vencedor(a)/(es/as)                             | Derrotado(a)/(os/as)                              | Resultado                 |
| Duplas masculinas lendárias – 1ª fase | Tommy Haas Radek Štěpánek                       | Marcos Baghdatis Mark Philippoussis               | 6–2, 7–5                  |
| Simples feminino – 4ª fase            | Marta Kostyuk                                   | Maria Timofeeva [Q]                               | 6–2, 6–1                  |
| Duplas femininas – 3ª fase            | Storm Hunter [3] Katerina Siniaková [3]         | Ekaterina Alexandrova Anna Kalinskaya             | 6–2, 6–2                  |
| Duplas masculinas – 3ª fase           | Tomáš Macháč Zhang Zhizhen                      | Rajeev Ram [3] Joe Salisbury [3]                  | 3–6, 6–3, 6–2             |
| Duplas mistas – 1ª fase               | Storm Hunter [1] Matthew Ebden [1]              | Lyudmyla Kichenok Mate Pavić                      | 6–3, 6–2                  |
| 1573 Arena                            |                                                 |                                                   |                           |
| Evento                                | Vencedor(a)/(es/as)                             | Derrotado(a)/(os/as)                              | Resultado                 |
| Duplas masculinas – 3ª fase           | Kevin Krawietz [8] Tim Pütz [8]                 | Marcelo Arévalo [10] Mate Pavić [10]              | 6–3, 6–3                  |
| Duplas masculinas – 3ª fase           | Simone Bolelli Andrea Vavassori                 | Nikola Ćaćić Denys Molchanov                      | 6–2, 6–2                  |
| Duplas femininas – 3ª fase            | Su-Wei Hsieh [2] Elise Mertens [2]              | Sara Errani Jasmine Paolini                       | 3–6, 6–3, 7–5             |
| Duplas mistas – 2ª fase               | Nicole Melichar-Martinez [7] Kevin Krawietz [7] | Liudmila Samsonova Andrea Vavassori               | 7–68, 6–2                 |
| Duplas mistas – 2ª fase               | Desirae Krawczyk [2] Neal Skupski [2]           | Veronika Kudermetova Lloyd Glasspool              | 7–5, 5–7, [10–7]          |

## Dia 9 (22 de janeiro)
- Cabeças de chave eliminados:
  - Simples masculino:  Cameron Norrie [19]
  - Simples feminino:  Victoria Azarenka [18],  Elina Svitolina [19],  Jasmine Paolini [26]
  - Duplas masculinas:  Marcel Granollers /  Horacio Zeballos [4],  Santiago González /  Neal Skupski [5],  Lloyd Glasspool /  Jean-Julien Rojer [11],  Wesley Koolhof /  Nikola Mektić [14]
  - Duplas femininas:  Desirae Krawczyk /  Ena Shibahara [6],  Beatriz Haddad Maia /  Taylor Townsend [8]
  - Duplas mistas:  Storm Hunter /  Matthew Ebden [1],  Ellen Perez /  Jean-Julien Rojer [8]

Ordem dos jogos:
| Rod Laver Arena                     | Rod Laver Arena                            | Rod Laver Arena                             | Rod Laver Arena               |
| Evento                              | Vencedor(a)/(es/as)                        | Derrotado(a)/(os/as)                        | Resultado                     |
| ----------------------------------- | ------------------------------------------ | ------------------------------------------- | ----------------------------- |
| Simples feminino – 4ª fase          | Dayana Yastremska [Q]                      | Victoria Azarenka [18]                      | 7–66, 6–4                     |
| Simples masculino – 4ª fase         | Daniil Medvedev [3]                        | Nuno Borges                                 | 6–3, 7–64, 5–7, 6–1           |
| Simples masculino – 4ª fase         | Carlos Alcaraz [2]                         | Miomir Kecmanović                           | 6-4, 6-4, 6-0                 |
| Simples feminino – 4ª fase          | Zheng Qinwen [12]                          | Océane Dodin                                | 6-0, 6-3                      |
| Margaret Court Arena                |                                            |                                             |                               |
| Evento                              | Vencedor(a)/(es/as)                        | Derrotado(a)/(os/as)                        | Resultado                     |
| Duplas mistas lendárias – 1ª fase   | Daniela Hantuchová Tommy Haas              | Li Na Thomas Johansson                      | 6–4, 6–4                      |
| Simples feminino – 4ª fase          | Linda Nosková                              | Elina Svitolina [19]                        | 3–0, ab.                      |
| Duplas femininas – 3ª fase          | Barbora Krejčíková [5] Laura Siegemund [5] | Emma Navarro Diana Shnaider                 | 6–4, 6–0                      |
| Simples masculino – 4ª fase         | Alexander Zverev [6]                       | Cameron Norrie [19]                         | 7–5, 3–6, 6–4, 4–6, 7–6(10–3) |
| John Cain Arena                     |                                            |                                             |                               |
| Evento                              | Vencedor(a)/(es/as)                        | Derrotado(a)/(os/as)                        | Resultado                     |
| Duplas mistas lendárias – 1ª fase   | Andrea Petkovic Robert Lindstedt           | Iva Majoli Radek Štěpánek                   | 6–3, 6–4                      |
| Duplas masculinas – 3ª fase         | Ariel Behar Adam Pavlásek                  | Santiago González [5] Neal Skupski [5]      | 3–6, 7–61, 6–4                |
| Simples masculino – 4ª fase         | Hubert Hurkacz [9]                         | Arthur Cazaux [WC]                          | 7–66, 7–63, 6–4               |
| Simples masculino – 4ª fase         | Anna Kalinskaya                            | Jasmine Paolini [26]                        | 6–4, 6–2                      |
| Kia Arena                           |                                            |                                             |                               |
| Evento                              | Vencedor(a)/(es/as)                        | Derrotado(a)/(os/as)                        | Resultado                     |
| Duplas femininas – 3ª fase          | Cristina Bucșa Alexandra Panova            | Beatriz Haddad Maia [8] Taylor Townsend [8] | 6–2, 6–4                      |
| Duplas masculinas – 3ª fase         | Hugo Nys [7] Jan Zieliński [7]             | Lloyd Glasspool [11] Jean-Julien Rojer [11] | 3–6, 6–4, 7–6(10–3)           |
| Duplas masculinas – 3ª fase         | Rohan Bopanna [2] Matthew Ebden [2]        | Wesley Koolhof [14] Nikola Mektić [14]      | 7–68, 7–64                    |
| Duplas mistas – 2ª fase             | Heather Watson [Alt] Joe Salisbury [Alt]   | Ellen Perez [8] Jean-Julien Rojer [8]       | 6–3, 6–2                      |
| Duplas mistas – 2ª fase             | Hsieh Su-wei [3] Jan Zieliński [3]         | Demi Schuurs Hugo Nys                       | 6–3, 6–2                      |
| 1573 Arena                          |                                            |                                             |                               |
| Evento                              | Vencedor(a)/(es/as)                        | Derrotado(a)/(os/as)                        | Resultado                     |
| Simples feminino juvenil – 2ª fase  | Hannah Klugman [4]                         | Alana Subasic [Q]                           | 6–1, 6–2                      |
| Simples masculino juvenil – 2ª fase | Tomasz Berkieta [3]                        | Enzo Kolhmann de Freitas                    | 7–6(7–1), 3–6, 6–2            |
| Simples masculino juvenil – 2ª fase | Mees Röttgering                            | Maxim Mrva [7]                              | 6–1, 6–3                      |
| Duplas masculinos juvenis – 1ª fase | Hayden Jones [3] Alexander Razeghi [3]     | Cruz Hewitt [WC] Lachlan McFadzean [WC]     | 6–0, 7–65                     |
| Duplas mistas – 2ª fase             | Olivia Gadecki [WC] Marc Polmans [WC]      | Aldila Sutjiadi Michael Venus               | 5–7, 6–3, [10–6]              |
| Duplas mistas – 2ª fase             | Laura Siegemund [5] Sander Gillé [5]       | Ena Shibahara Joran Vliegen                 | 6–4, 6–4                      |

## Dia 10 (23 de janeiro)
- Cabeças de chave eliminados:
  - Simples masculino:  Andrey Rublev [5],  Taylor Fritz [12]
  - Simples feminino:  Barbora Krejčíková [9]
  - Duplas mistas:  Laura Siegemund /  Sander Gillé [5],  Gabriela Dabrowski /  Nathaniel Lammons [6],  Nicole Melichar-Martinez /  Kevin Krawietz [7]

Ordem dos jogos:
| Rod Laver Arena                       | Rod Laver Arena                              | Rod Laver Arena                                 | Rod Laver Arena     |
| Evento                                | Vencedor(a)/(es/as)                          | Derrotado(a)/(os/as)                            | Resultado           |
| ------------------------------------- | -------------------------------------------- | ----------------------------------------------- | ------------------- |
| Duplas masculinas lendárias – 1ª fase | Marcos Baghdatis Mark Philippoussis          | Thomas Johansson Robert Lindstedt               | 6–2, 6–3            |
| Simples feminino – Quartas de final   | Coco Gauff [4]                               | Marta Kostyuk                                   | 7–66, 36–7, 6–2     |
| Simples masculino – Quartas de final  | Novak Djokovic [1]                           | Taylor Fritz [12]                               | 7–63, 4–6, 6–2, 6–3 |
| Simples feminino – Quartas de final   | Aryna Sabalenka [2]                          | Barbora Krejčíková [9]                          | 6–2, 6–3            |
| Simples masculino – Quartas de final  | Jannik Sinner [4]                            | Andrey Rublev [5]                               | 6–4, 7–65, 6–3      |
| Margaret Court Arena                  |                                              |                                                 |                     |
| Evento                                | Vencedor(a)/(es/as)                          | Derrotado(a)/(os/as)                            | Resultado           |
| Duplas masculinas – Quartas de final  | Tomáš Macháč Zhang Zhizhen                   | Ariel Behar Adam Pavlásek                       | 6–3, 6–1            |
| Duplas femininas – Quartas de final   | Gabriela Dabrowski [4] Erin Routliffe [4]    | Cristina Bucșa Alexandra Panova                 | 7–5, 6–2            |
| Duplas mistas – Quartas de final      | Hsieh Su-wei [3] Jan Zieliński [3]           | Nicole Melichar-Martinez [7] Kevin Krawietz [7] | 6–2, 6–3            |
| Duplas mistas – Quartas de final      | Olivia Gadecki [WC] Marc Polmans [WC]        | Gabriela Dabrowski [6] Nathaniel Lammons [6]    | 6–4, 7–67           |
| Kia Arena                             |                                              |                                                 |                     |
| Evento                                | Vencedor(a)/(es/as)                          | Derrotado(a)/(os/as)                            | Resultado           |
| Duplas femininas lendárias – 1ª fase  | Casey Dellacqua Alicia Molik                 | Iva Majoli Andrea Petkovic                      | 6–4, 6–2            |
| Duplas femininas – Quartas de final   | Lyudmyla Kichenok [11] Jeļena Ostapenko [11] | Caroline Garcia Kristina Mladenovic             | 7–62, 6–4           |
| Duplas mistas – Quartas de final      | Desirae Krawczyk [2] Neal Skupski [2]        | Heather Watson [Alt] Joe Salisbury [Alt]        | 6–1, 6–4            |
| Duplas mistas – Quartas de final      | Jaimee Fourlis [WC] Andrew Harris [WC]       | Laura Siegemund [5] Sander Gillé [5]            | 7–5, 7–5            |

## Dia 11 (24 de janeiro)
- Cabeças de chave eliminados:
  - Simples masculino:  Carlos Alcaraz [2],  Hubert Hurkacz [9]
  - Duplas masculinas:  Máximo González /  Andrés Molteni [6],  Hugo Nys /  Jan Zieliński [7],  Kevin Krawietz /  Tim Pütz [8]
  - Duplas femininas:  Barbora Krejčíková /  Laura Siegemund [5],  Demi Schuurs /  Luisa Stefani [9]

Ordem dos jogos:
| Rod Laver Arena                                  | Rod Laver Arena                         | Rod Laver Arena                            | Rod Laver Arena          |
| Evento                                           | Vencedor(a)/(es/as)                     | Derrotado(a)/(os/as)                       | Resultado                |
| ------------------------------------------------ | --------------------------------------- | ------------------------------------------ | ------------------------ |
| Simples feminino – Quartas de final              | Dayana Yastremska [Q]                   | Linda Nosková                              | 6–3, 6–4                 |
| Simples masculino – Quartas de final             | Daniil Medvedev [3]                     | Hubert Hurkacz [9]                         | 7–62, 2–6, 6–3, 5–7, 6–4 |
| Simples feminino – Quartas de final              | Zheng Qinwen [12]                       | Anna Kalinskaya                            | 46–7, 6–3, 6–1           |
| Simples masculino – Quartas de final             | Alexander Zverev [6]                    | Carlos Alcaraz [2]                         | 6–1, 6–3, 26–7, 6–4      |
| Margaret Court Arena                             |                                         |                                            |                          |
| Evento                                           | Vencedor(a)/(es/as)                     | Derrotado(a)/(os/as)                       | Resultado                |
| Duplas masculinas – Quartas de final             | Rohan Bopanna [2] Matthew Ebden [2]     | Máximo González [6] Andrés Molteni [6]     | 6–4, 7–65                |
| Duplas masculinas – Quartas de final             | Yannick Hanfmann Dominik Koepfer        | Hugo Nys [7] Jan Zieliński [7]             | 6–4, 7–63                |
| Duplas femininas – Quartas de final              | Storm Hunter [3] Kateřina Siniaková [3] | Barbora Krejčíková [5] Laura Siegemund [5] | 4–6, 7–5, 6–4            |
| Duplas mistas – Semifinais                       | Desirae Krawczyk [2] Neal Skupski [2]   | Olivia Gadecki [WC] Marc Polmans [WC]      | 6–4, 6–1                 |
| Kia Arena                                        |                                         |                                            |                          |
| Evento                                           | Vencedor(a)/(es/as)                     | Derrotado(a)/(os/as)                       | Resultado                |
| Simples masculino cadeirante – Quartas de final  | Tokito Oda [2]                          | Stéphane Houdet                            | 6–3, 6–1                 |
| Simples feminino cadeirante – Quartas de final   | Diede de Groot [1]                      | Aniek van Koot                             | 3–6, 6–1, 6–0            |
| Duplas tetraplégicas – Quartas de final          | Heath Davidson [2] Robert Shaw [2]      | Finn Broadbent Gregory Slade               | 6–0, 6–0                 |
| Duplas masculinas cadeirantes – Quartas de final | Alfie Hewett [1] Gordon Reid [1]        | Anderson Parker Ben Weekes                 | 6–1, 6–0                 |
| Duplas mistas – Semifinais                       | Hsieh Su-wei [3] Jan Zieliński [3]      | Jaimee Fourlis [WC] Andrew Harris [WC]     | 7–68, 6–2                |
| 1573 Arena                                       |                                         |                                            |                          |
| Evento                                           | Vencedor(a)/(es/as)                     | Derrotado(a)/(os/as)                       | Resultado                |
| Simples feminino juvenil – 3ª fase               | Renáta Jamrichová [1]                   | Maya Joint                                 | 6–4, 6–3                 |
| Duplas femininas – Quartas de final              | Hsieh Su-wei [2] Elise Mertens [2]      | Demi Schuurs [9] Luisa Stefani [9]         | 6–4, 6–2                 |
| Duplas masculinas – Quartas de final             | Simone Bolelli Andrea Vavassori         | Kevin Krawietz [8] Tim Pütz [8]            | 7–5, 6–4                 |

## Dia 12 (25 de janeiro)
- Cabeças de chave eliminados:
  - Simples feminino:  Coco Gauff [4]
  - Duplas femininas:  Storm Hunter /  Kateřina Siniaková [3]

Ordem dos jogos:
| Rod Laver Arena                              | Rod Laver Arena                     | Rod Laver Arena                         | Rod Laver Arena     |
| Evento                                       | Vencedor(a)/(es/as)                 | Derrotado(a)/(os/as)                    | Resultado           |
| -------------------------------------------- | ----------------------------------- | --------------------------------------- | ------------------- |
| Duplas femininas lendárias – 1ª fase         | Daniela Hantuchová Li Na            | Iva Majoli Andrea Petkovic              | 6–1, 6–2            |
| Duplas masculinas – Semifinais               | Rohan Bopanna [2] Matthew Ebden [2] | Tomáš Macháč Zhang Zhizhen              | 6–3, 3–6, 7–6(10–7) |
| Duplas masculinas – Semifinais               | Simone Bolelli Andrea Vavassori     | Yannick Hanfmann Dominik Koepfer        | 6–3, 3–6, 7–6(10–5) |
| Simples feminino – Semifinais                | Aryna Sabalenka [2]                 | Coco Gauff [4]                          | 7–62, 6–4           |
| Simples feminino – Semifinais                | Zheng Qinwen [12]                   | Dayana Yastremska [Q]                   | 6–4, 6–4            |
| Margaret Court Arena                         |                                     |                                         |                     |
| Evento                                       | Vencedor(a)/(es/as)                 | Derrotado(a)/(os/as)                    | Resultado           |
| Duplas masculinas lendárias – 1ª fase        | Tommy Haas Radek Štěpánek           | Thomas Johansson Robert Lindstedt       | 3–6, 6–3, [10–8]    |
| Duplas mistas lendárias – 1ª fase            | Casey Dellacqua Mark Philippoussis  | Alicia Molik Marcos Baghdatis           | 4–6, 6–2, 1–0(10–7) |
| Duplas femininas – Semifinais                | Hsieh Su-wei [2] Elise Mertens [2]  | Storm Hunter [3] Kateřina Siniaková [3] | 7–5, 1–6, 6–3       |
| Simples masculino juvenil – Quartas de final | Mees Röttgering                     | Amir Omarkhanov                         | 6–2, 6–0            |
| Simples feminino juvenil – Quartas de final  | Ena Koike [10]                      | Vlada Mincheva [15]                     | 7–66, 6–0           |

## Dia 13 (26 de janeiro)
- Cabeças de chave eliminados:
  - Simples masculino:  Novak Djokovic [1],  Alexander Zverev [6]
  - Duplas femininas:  Gabriela Dabrowski /  Erin Routliffe [4]
  - Duplas mistas:  Desirae Krawczyk /  Neal Skupski [2]

Ordem dos jogos:
| Rod Laver Arena                            | Rod Laver Arena                              | Rod Laver Arena                           | Rod Laver Arena           |
| Evento                                     | Vencedor(a)/(es/as)                          | Derrotado(a)/(os/as)                      | Resultado                 |
| ------------------------------------------ | -------------------------------------------- | ----------------------------------------- | ------------------------- |
| Duplas mistas – Final                      | Hsieh Su-wei [3] Jan Zieliński [3]           | Desirae Krawczyk [2] Neal Skupski [2]     | 56–7, 6–4, [11–9]         |
| Simples masculino – Semifinais             | Jannik Sinner [4]                            | Novak Djokovic [1]                        |                           |
| Simples masculino – Semifinais             | Daniil Medvedev [3]                          | Alexander Zverev [6]                      | 5–7, 3–6, 7–64, 7–65, 6–3 |
| Margaret Court Arena                       |                                              |                                           |                           |
| Evento                                     | Vencedor(a)/(es/as)                          | Derrotado(a)/(os/as)                      | Resultado                 |
| Duplas tetraplégicas – Semifinais          | Andy Lapthorne David Wagner                  | Heath Davidson [2] Robert Shaw [2]        | 6–3, 6–2                  |
| Duplas masculinas cadeirantes – Semifinais | Alfie Hewett [1] Gordon Reid [1]             | Daisuke Arai Takashi Sanada               | 6–3, 6–3                  |
| Duplas femininas – Semifinais              | Lyudmyla Kichenok [11] Jeļena Ostapenko [11] | Gabriela Dabrowski [4] Erin Routliffe [4] | 7–5, 7–5                  |
| Duplas tetraplégicas – Final               | Andy Lapthorne David Wagner                  | Donald Ramphadi Guy Sasson                | 6–4, 3–6, [10–2]          |
| Kia Arena                                  |                                              |                                           |                           |
| Evento                                     | Vencedor(a)/(es/as)                          | Derrotado(a)/(os/as)                      | Resultado                 |
| Duplas femininas cadeirantes – Semifinais  | Yui Kamiji [1] Kgothatso Montjane [1]        | Angélica Bernal Zhu Zhenzhen              | 6–4, 6–3                  |
| Duplas masculinas cadeirantes – Semifinais | Takuya Miki Tokito Oda                       | Joachim Gérard [2] Stéphane Houdet [2]    | 6–4, 6–3                  |
| Duplas femininas cadeirantes – Final       | Diede de Groot [2] Jiske Griffioen [2]       | Yui Kamiji [1] Kgothatso Montjane [1]     | 6–3, 7–62                 |
| Duplas masculinas cadeirantes – Final      | Alfie Hewett [1] Gordon Reid [1]             | Takuya Miki Tokito Oda                    | 6–3, 6–2                  |

## Dia 14 (27 de janeiro)
- Cabeças de chave eliminados:
  - Simples feminino:  Zheng Qinwen

Ordem dos jogos:
| Rod Laver Arena                      | Rod Laver Arena                     | Rod Laver Arena                 | Rod Laver Arena |
| Evento                               | Vencedor(a)/(es/as)                 | Derrotado(a)/(os/as)            | Resultado       |
| ------------------------------------ | ----------------------------------- | ------------------------------- | --------------- |
| Simples feminino juvenil – Final     | Renáta Jamrichová [1]               | Emerson Jones [6]               | 6–4, 6–1        |
| Simples masculino juvenil – Final    | Rei Sakamoto [4]                    | Jan Kumstát                     | 3–6, 7–62, 7–5  |
| Simples feminino – Final             | Aryna Sabalenka [2]                 | Zheng Qinwen [12]               | 6–3, 6–2        |
| Duplas masculinas – Final            | Rohan Bopanna [2] Matthew Ebden [2] | Simone Bolelli Andrea Vavassori | 7–60, 7–5       |
| Kia Arena                            |                                     |                                 |                 |
| Evento                               | Vencedor(a)/(es/as)                 | Derrotado(a)/(os/as)            | Resultado       |
| Simples feminino cadeirante – Final  | Diede de Groot [1]                  | Yui Kamiji [2]                  | 7–5, 6–4        |
| Simples tetraplégico – Final         | Sam Schröder [2]                    | Guy Sasson [4]                  | 6–3, 6–3        |
| Simples masculino cadeirante – Final | Tokito Oda [2]                      | Alfie Hewett [1]                | 6–2, 6–4        |

## Dia 15 (28 de janeiro)
- Cabeças de chave eliminados:
  - Simples masculino:  Daniil Medvedev [3]
  - Duplas femininas:  Lyudmyla Kichenok /  Jeļena Ostapenko [11]

Ordem dos jogos:
| Rod Laver Arena           | Rod Laver Arena                    | Rod Laver Arena                              | Rod Laver Arena         |
| Evento                    | Vencedor(a)/(es/as)                | Derrotado(a)/(os/as)                         | Resultado               |
| ------------------------- | ---------------------------------- | -------------------------------------------- | ----------------------- |
| Duplas femininas – Final  | Hsieh Su-wei [2] Elise Mertens [2] | Lyudmyla Kichenok [11] Jeļena Ostapenko [11] | 6–1, 7–5                |
| Simples masculino – Final | Jannik Sinner [4]                  | Daniil Medvedev [3]                          | 3–6, 3–6, 6–4, 6–4, 6–3 |